# Duffield (Virginia)
Duffield is een plaats (town) in de Amerikaanse staat Virginia, en valt bestuurlijk gezien onder Scott County.

## Demografie
Bij de volkstelling in 2000 werd het aantal inwoners vastgesteld op 62.
In 2006 is het aantal inwoners door het United States Census Bureau geschat op 84, een stijging van 22 (35,5%).

## Geografie
Volgens het United States Census Bureau beslaat de plaats een oppervlakte van
1,5 km², geheel bestaande uit land. Duffield ligt op ongeveer 438 m boven zeeniveau.

## Plaatsen in de nabije omgeving
De onderstaande figuur toont nabijgelegen plaatsen in een straal van 24 km rond Duffield.